# Немертодерматиди
Немертодерматидите (Nemertodermatida) са клас животни от подтип Ацеломорфи (Acoelomorpha).

## Описание
Тази малка група включва около 10 вида морски обитатели с размери около 1 – 3 мм във водите на Атлантическия и Тихия океан. Род Nemertoderma на дълбочина около 250 м род Meara са намерени в червата морски краставици Stichopus tremulus.
Дифузно-епителната нервна система има статоцист с два статолита, отделителна система отсъства, мъжкия генитален апарат, се намира в задната част на тялото.
Преди, тази група се разглежда като част от плоските червеи в клас Turbellaria.

## Класификация
- Семейство Ascopariidae Sterrer, 1998
  - Род Ascoparia Sterrer, 1998
    - Ascoparia neglecta Sterrer, 1998
    - Ascoparia secunda Sterrer, 1998

  - Род Flagellophora Faubel & Dörjes, 1978
    - Flagellophora apelti Faubel & Dörjes, 1978[6]
- Семейство Nemertodermatidae Steinbock, 1930
  - Род Meara Westblad, 1950
    - Meara stichopi Westblad, 1949

  - Род Nemertinoides Riser, 1987
    - Nemertinoides elongatus Riser, 1987[7]

  - Род Nemertoderma Steinboeck, 1930
    - Nemertoderma bathycola Steinböck, 1930[8]
    - Nemertoderma westbladi (Westblad) Steinbock, 1938[9][10]

  - Род Sterreria Lundin, 2000
    - Sterreria psammicola (Sterrer 1970) – описан как Nemertoderma psammicola Sterrer, 1970